# Pierre Laval
 Der er for få eller ingen kildehenvisninger i denne artikel, hvilket er et problem. Du kan hjælpe ved at angive troværdige kilder til de påstande, som fremføres i artiklen.

Pierre Laval (28. juni 1883 – 15. oktober 1945) var fransk politiker og fire gange fransk premierminister. Hans sidste regeringsperiode var under Vichy-regeringen, der samarbejdede med den tyske nazistiske besættelsesmagt, og Laval blev efter  anden verdenskrig dømt for højforræderi og henrettet.

## Politisk karriere
Pierre Laval var cand.jur. og arbejdede som advokat. Han var i sin ungdom socialist og blev i 1903 indvalgt i Assemblée Nationale. Fra første verdenskrig bevægede han sig mod højre på det politiske spektrum, og næste trin i hans politiske karriere var en borgmesterpost i 1924 i byen Aubervilliers, inden han i 1927 blev valgt ind i Senatet.
I løbet af 1930'erne sad han ofte i regering, og to gange var han kortvarigt premierminister. I den periode var han mod det tyske styre, og han søgte alliancer med Benito Mussolinis Italien og Josef Stalins Sovjetunionen mod Tyskland. I forbindelse med Italiens ønske om at invadere Abessinien, forsøgte han sig med den britiske udenrigsminister som fredsmager, men forslaget blev opfattet som for eftergivende over for Mussolini.  Laval gav ham, på vegne af Frankrig, en slags underhåndsgodkendelse, der betød, at Frankrig ikke ville blande sig eller protestere mod Italiens planer. Forløbet gjorde, at han måtte træde tilbage som premierminister for anden gang.
I slutningen af 1930'erne var Laval formelt ude af politik, men han koncentrerede sig om at opbygge et medieemperium, der gav ham fornyet indflydelse i praksis. Da Frankrig midt i 1940 måtte se sig besejret af de tyske tropper, brugte han sin indflydelse til at støtte Vichy-regeringen, der blev ledet af Philippe Pétain. Laval blev snart vicepremierminister og foreslog en alliance med Nazityskland.
Han viste hurtigt sin gode vilje til samarbejde med tyskerne, men han blev af nogle regeringsmedlemmer efterhånden fundet for samarbejdsvillig, mens Pétain fandt ham for populær og fyrede ham. Efter et attentat  blev Laval taget til nåde igen, denne gang som premierminister. Han blev opfattet som skurken i de tiltagende antijødiske aktiviteter.
Da de allierede invaderede Frankrig i 1944, måtte Lavals regering flytte flere gange, og i maj 1945 flygtede Pierre Laval selv til Spanien, men blev deporteret herfra og endte i fangelejr i Østrig. Han blev i juli overgivet til den nye franske regering, der indledte en retssag mod ham for højforræderi. 9. oktober blev han dødsdømt, og da han forsøgte at komme henrettelsen i forkøbet med et selvmord, mislykkedes det, idet cyaniden var blevet for gammel og havde mistet kraft. Han var halvt bevidstløs efter forsøget, da han blev henrettet ved skydning 15. oktober 1945.

## Oversigt over Lavals regeringer
Laval var premierminister i følgende tidsrum:
- 27. januar 1931 – 20. februar 1932
- 7. juni 1935 – 24. januar 1936
- 11. juli 1940 – 13. december 1940
- 18. april 1942 – 17. august 1944